# Begreppet ångest
Begreppet ångest (danska: Begrebet Angest) är en bok av den danske filosofen Søren Kierkegaard, vilken utkom den 17 juni 1844, fyra dagar efter Filosofiska smulor. Boken hör till de mest lästa filosofiska verken, även om den inte började läsas utanför filosofiska kretsar förrän på 1900-talet. 
I boken analyserar Kierkegaard ångestens betydelse som drivkraft i människan och dess verkningar. Boken behandlar hur människan förhåller sig till det som är farligt inom sig genom ångest. För Kierkegaard är ångesten inte bara en manifestation av en sjuk, neurotisk själ även om den ibland kan vara också det. Ångesten är människans känsla av att inte vara i sann överensstämmelse med sig själv. 